# Çalış, Avanos
Çalış là một thị trấn thuộc huyện Avanos, tỉnh Nevşehir, Thổ Nhĩ Kỳ. Dân số thời điểm năm 2011 là 2.139 người.